# Heikko Glöde
Heikko Glöde (* 12. Juli 1961 in Berlin) ist ein ehemaliger deutscher Fußballspieler.

## Spielerkarriere

### Jugend
Schon als Kind ging Glöde mit seinem Vater ins Berliner Olympiastadion und war nach eigener Aussage ein „begeisterter Fan von Hertha BSC.“ So war es nicht verwunderlich, dass er unbedingt dort in der Jugend spielen wollte. Allerdings konnte er sich bei der Alten Dame nicht richtig durchsetzen und er wechselte anschließend zu CFC Hertha 06. Danach folgten Stationen beim SC Staaken und bei Tennis Borussia Berlin.

### Zeit als Profi
Bei TeBe begann Glöde dann zur Zweitliga-Saison 1980/81 auch seine Karriere als Fußballprofi und bestritt auf Anhieb immerhin 21 Spiele (3 Tore). Durch die Zusammenlegung der beiden Staffeln verpassten die Charlottenburger allerdings den Klassenerhalt.
Daraufhin wechselte er zur Saison 1981/82 in die Oberliga Berlin zum benachbarten Klub SC Charlottenburg. Mit dem frisch aufgestiegenen SCC verpasste Glöde knapp den Durchmarsch in die 2. Liga.
Durch gute Leistungen wurde der frischgebackene Erstligist Hertha BSC auf ihn aufmerksam und verpflichtete Heikko Glöde 1982. Als abgeschlagenes Schlusslicht mussten die Blau-Weißen aber umgehend wieder absteigen. Glöde hatte in der Eliteliga 11 Spiele absolviert und zweimal getroffen. Der anvisierte Wiederaufstieg wurde 1983/84 als Elfter deutlich verpasst. Für Glöde lief es persönlich dagegen gut und er wurde mit 15 Treffern der mit Abstand beste Torschütze seiner Mannschaft. In der folgenden Saison lief es noch schlechter und Hertha schloss sie als 14. ab. 1986 folgte dann gar erstmals in der Vereinshistorie der Abstieg in die Drittklassigkeit.
Daraufhin wechselte Glöde 1986 für 120.000 DM zum VfL Osnabrück, wo er seine erfolgreichste Zeit erleben sollte. So spielte er bei den Osnabrückern vier Jahre lang als unangefochtener Stammspieler und wurde dreimal in Serie erfolgreichster Torschütze des VfL: 1988 (15 Treffer), 1989 (10) und 1990 (18).
Durch diese starken Leistungen wurde der von Klaus Schlappner trainierte 1. FC Saarbrücken auf ihn aufmerksam und veranlasste die Verpflichtung Glödes für 300.000 DM. Allerdings kam Glöde mit Schlappner nicht zurecht und erst unter Peter Neururer lief es für ihn wieder besser. In seiner zweiten Saison bei den Saarländern stieg Glöde in die Erste Liga auf. Allerdings verpflichtete der FCS elf neue Spieler und Heikko Glöde verließ den Verein.
Zur Saison wechselte er zum Zweitligisten FC Remscheid. Allerdings kam Glöde auch dort nicht zurecht und bestritt lediglich zwölf Spiele ohne Torerfolg. Zusätzlich stieg Remscheid als 23. umgehend wieder ab. Daraufhin beendete Glöde seine Profikarriere.

## Trainerkarriere
1994 erwarb Glöde unter anderem zusammen mit seinem ehemaligen Kollegen aus Osnabrück Heiko Flottmann die Fußballlehrerlizenz. Anschließend kehrte er in seine Geburtsstadt zurück und übernahm 1995 die A-Jugend von Hertha BSC.
2001 wechselte er zum VfL Wolfsburg, wo er die A-Jugend trainierte und sich mit dieser für die neugegründete A-Junioren-Bundesliga qualifizierte. 2004 wurde er als Trainer durch Jörg Drüke abgelöst.

## Privates
Glöde hat eine Tochter und kickt hobbymäßig in der Traditionsmannschaft von Hertha BSC.
Zudem betreibt er das Zentrum für Physiotherapie (fit & well by heikko glöde) in Berlin-Neu-Westend.

## Erfolge
Aufstieg in die 1. Bundesliga: 1992